# 朴貞嬉
朴貞嬉（韓語：박정희，1975年4月10日—），韓國女子手球運動員，亦是韓國國家女子手球隊隊員。
2008年，朴貞嬉代表韩国參加中國北京舉行的奥林匹克运动会女子手球比賽，最終贏得一面銅牌。